# SS San Giovanni
Az SS San Giovanni, teljes nevén Società Sportiva San Giovanni San Marinó-i sportegyesület, amelyet 1948-ban alapítottak. Székhelye Borgo Maggiore városában található.
Egyike annak a 15 csapatnak, amely a San Marinó-i labdarúgó-bajnokságot alkotja. Saját sportteleppel nem rendelkezik, edzéseit a Campo Sportivo di Borgo Maggioré-ban tartja, amelyen a San Marinó-i labdarúgó-szövetség nem rendez bajnoki mérkőzéseket.
Az SS San Giovanni az egyetlen olyan San Marinó-i klub, amely soha nem nyert sem bajnokságot, sem pedig kupát.

## Sikerei
- San Marinó-i labdarúgó-bajnokság (Campionato Sammarinese di Calcio)
  - Ezüstérmes (1 alkalommal): 1996